# Protestele din Republica Moldova (2022–2023)
Protestele au început pe 18 septembrie 2022 în capitala Moldovei, Chișinău, pentru a cere demisia guvernului pro-occidental al țării, pe fondul creșterii prețurilor la gaze naturale și a inflației, cauzate parțial de războiul din Ucraina.
Protestele sunt organizate de partidul pro-rus, Partidul „ȘOR”. În timpul desfășurării acestora, jurnaliști au descoperit că partidul a oferit plăți în numerar unor protestatari pentru a participa la adunări. De asemenea, Partidul ȘOR a oferit transport gratuit către capitală pentru toți participanții la protest, cu fonduri oferite de Ilan Șor, oligarhul și liderul Partidului „ȘOR”, fugar ce a părăsit țara pe fondul acuzațiilor de corupție.

## Cronologie

### 2022

#### Septembrie
- Pe 18 septembrie, aproximativ 20.000 de persoane au participat la protest în Chișinău, cerându-se demisa guvernului pro-occidental.[65]

#### Octombrie
- Pe 13 octombrie, autoritățile din Republica Moldova au decis să interzică adunările care blochează benzile de circulație, arterele de transport sau accesul drumurilor către instituțiile publice în timpul săptămânii, acest lucru fiind permis doar în weekend-uri pentru maxim patru ore.[60]

- Pe 14 octombrie, numeroși oameni s-au alăturat protestului în centrul capitalei împotriva măsurilor luate de autorități, în cele din urmă, 4 persoane au fost reținute.[60]
- Pe 18 octombire, Mișcarea de Elibare Națională din Rusia a lansat o campanie în Găgăuzia de „recunoaștere că dizolvarea Uniunii Sovietice a fost ilegală și că restaurarea granițelor fostei Uniuni Sovietice trebuie făcută în concordanță cu rezultatul celui de Al Doilea Război Mondial.”[66]
- Pe 26 octombire 2022, Ilan Șor și Vladimir Plahotniuc au fost sancționați de către Departamentul Trezoreriei Statelor Unite din cauza asocierii lor cu guvernul Rusiei.[67]

#### Noiembrie
- Pe 6 noiembrie, peste 50.000 de suporteri ai Partidului „ȘOR” au luat parte la un protest în capitala Chișinău, încă odată cerând demisia guvernului pro-occidental și alegeri anticipate.[68]
- Pe 8 noiembrie, guvernul Republicii Moldova a anunțat că a cerut curții constiuționale să inițieze procedurile de scoatere în afara legii a Partidului „ȘOR” din Moldova, din cauza presupusei promovări a intereselor străine și atacului la adresa suveranității și independenței naționale.[69][70]
- Pe 13 noiembrie, mii de protestatari antiguvernamentali s-au întors pe străzile Chișinăului.[71]

#### Decembrie
- Pe 7 decembrie, Ilan Șor a cerut Președintelui Maia Sandu să-l nominalizeze pe el pentru postul de prim-ministru al Moldovei.[72][73]

- Pe 11 decembrie, un nou protest antiguvernamental a avut loc în Chișinău, acesta fiind ințiat de Partidul Acasă Construim Europa (PACE).[74]
- Pe 15 decembrie, în cadrul anchetei Orheileaks au fost expuse legăturile dintre protestatarii Partidului „ȘOR” și activistul unionist Vlad Bilețchi. Acesta din urmă a negat orice asociere cu protestatarii.[13]
- Pe 18 decembrie, Partidul Socialiștilor din Republica Moldova (PSRM) a organizat un protest în Ungheni.[75]
- Pe 19 decembrie, șașe canale de televiziune din Moldova care au legături cu Ilan Șor (Prime TV, RTR Moldova, Accent TV, NTV Moldova, TV6 și Orhei TV) au fost temporar suspendate, sub acuzația de propagandă pro-Rusia și împrăștierea de informații false despre războiul dintre Rusia și Ucraina.[76][77] Canalele au continuat să emită pe alte platforme.

### 2023

#### Ianuarie
- Pe 25 ianuarie, mai mulți jurnaliști de la canalele de televiziune suspendate, conduși de Alexei Lungu, au protestat la București, cerând intervenția autorităților române să negocieze cu cele moldovene să repornească permisia de televiziare a canalelor suspendate. Următoarea zi, pe 26 ianuarie, jurnaliștii au protestat la Consiliul Europei din Strasbourg.[4] În aceeași zi, deputați ruși Leonid Kalașnikov și Svetlana Zhurova au avertizat că intențiile Moldovei de unire cu România, și apoi accederea în NATO, va duce la distrugerea sa.[78][79]

- Pe 26 ianuarie, sute de pensionari din rândurile suporterilor Partidului „ȘOR” au protestat joi la palatul prezidențial, cerând demisia Maiei Sandu.[80]

#### Februarie
- Pe 2 februarie, ministrul rus de externe Serghei Lavrov a declarat că Moldova ar putea avea soarta Ucrainei (adică să fie atacată de Rusia) dacă președintele Republicii Moldova, Maia Sandu, care are cetățenie română, dorește ca Moldova să se unească cu România și să adere la NATO.[81][82][83][84][85][86]

- Pe 9 februarie, președintele ucrainean Volodimir Zelenski a declarat în Parlamentul European că serviciile secrete ucrainene au descoperit un plan de răsturnare a actualei conduceri moldovenești și înlocuirea acesteia cu una pro-rusă. El a mai declarat că aceste planuri au fost transmise guvernului Republicii Moldova.[87] Rusia a negat orice acuzație.[88]
- Pe 10 febuarie, guvernul Republicii Moldova și-a dat demisia din cauza crizei în desfășurare.[89]
- Pe 13 febuarie, Maia Sandu a anunțat un plan violent al Rusiei, cu atacuri teroriste și luări de ostatici, pentru a răsturna guvernului condus de PAS.[90] Irina Vlah, guvernatorul Găgăuziei, a pretins că „Maia Sandu caută scuze pentru a transforma Moldova într-un stat polițienesc”.[91]
- Pe 16 febuarie, un nou guvern condus de Dorin Recean a depus jurământul. Noul premier a declarat că neutralitatea Moldovei nu va proteja țara de vreo agresiune militară.[92]
- Pe 19 febuarie, sute de protestatari[93][94] pro-ruși au luat parte la un protest din capitala Chișinău, încă odată cerând demisia guvernului pro-occidental.[95][96] În ciuda faptului că Marina Tauber, liderul protestelor, a negat orice legătură cu autoritățile ruse, unii protestatari au cerut intervenția militară a Rusiei în Moldova și aderarea sa la Rusia.[14] Politicianul ucrainean Mihailo Podolyak a pretins că Rusia încearcă să organizeze o lovitură de stat în Moldova.[97] Numeroși alți oameni au organizat un contraprotest, mărșăluind cu steaguri ale României și NATO.[98][99] În aceeași zi, premierul Moldovei Dorin Recean a cerut să se pună capăt prezenței militare ruse în Transnistria și o reunificare pașnică a Moldovei și Transnistriei. Dmitri Peskov, secretarul de presă al președinelui rus Vladimir Putin, a pretins că actuala conducere a Moldovei provoacă o isterie anti-Rusia.[100] Deputatul rus Serghei Mironov, liderul partidului Doar o Rusie — Pentru Adevăr, care are o relații apropiate cu socialiștii din Moldova, a amenințat cu un atac militar al Rusiei dacă Moldova intră în Transnistria;[101] de asemena a pretins că aderarea Transnistriei la Moldova este un vis al naționaliștilor româno-moldoveni.[102][103]
- Pe 21 febuarie, președintele rus Vladimir Putin a revocat decretul care a susținut suveranitatea Moldovei în rezolvarea conflictului Transnistrean.[104][105] În aceeași zi, premierul Dorin Recean a declarat că Rusia a încercat să preia Aeroportul Chișinău sub controlul său, pentru a aduce diversioniști ruși și pro-ruși să răstoarne guvernul Republicii Moldova.[106][107]
- Pe 27 febuarie, Wizz Air a anunțat că suspendă toate zborurile din și dinspre Aeroportul Chișinău, din cauza îngrijorilor cu privire la securitate legate de creșterea tensiunilor cu Rusia. Majoritatea rutelor au fost relocate la Aeroportul Iași din România.[108]

#### Martie
- Pe 2 martie, Parlamentul Republicii Moldova a votat schimbarea limbii de stat din moldovenească în română. Ideea a fost sprijinită de Partidul Acțiune și Solidaritate de la conducere și a fost puternic criticată de Blocul Comuniștilor și Socialiștilor.[109][110] Această decizie a fost susținută și de Academia de Științe a Moldovei.[111] În aceeași zi, Parlamentul Republicii Moldova a adoptat o rezoluție de condamnare a invaziei rusești a Ucrainei din 2022.[112][113] Maria Zakharova, purtătorul de cuvânt al Ministerului Afacerilor Externe al Rusiei, a avertizat Republica Moldova să renunțe la „retorica antirusă”[114]

- Pe 6 martie, Blocul Comuniștilor și Socialiștilor au organizat un protest în fața Curții Constituționale a Republicii Moldova împotriva schimbării numelui limbii oficiale de la moldovenească la română. Liderii PAS au presupus că sunt susținuți de Rusia. A fost de asemena un contraprotest, în sprijinul limbii române.[115]

- Pe 26 martie, zeci de oameni au protestat la Monumentul Ștefan cel Mare din Chișinău, cerând unirea Moldovei și României. Un contra-protest anti-unionist a mai fost organizat de unii oameni.[116]

#### Aprilie
- Pe 13 aprilie, Șor a fost condamnat în lipsă la 15 ani de închisoare, pentru furtul miliardului.[117][118][119][120]
- Pe 27 aprilie, un drapel NATO a fost călcat în picioare de un grup de oameni, chiar în fața Centrului de Informare NATO din Chișinău, de un grup de oameni conduși de deputații Alexandr Nesterovschi (care a părăsit recent Partidul Socialist și a început să colaboreze cu Partidul Șor)[121] și Irina Lozovan. Au dărâmat steagul NATO și l-au stropit cu vopsea roșie, simbolizând sângele.[122][123]
- Pe 27 aprilie, Parlamentul Republicii Moldova a votat pentru retragerea lui Ilan Șor de calitatea de membru al Parlamentului. L-a urmat Vladimir Vitiuc.[124]

#### Mai

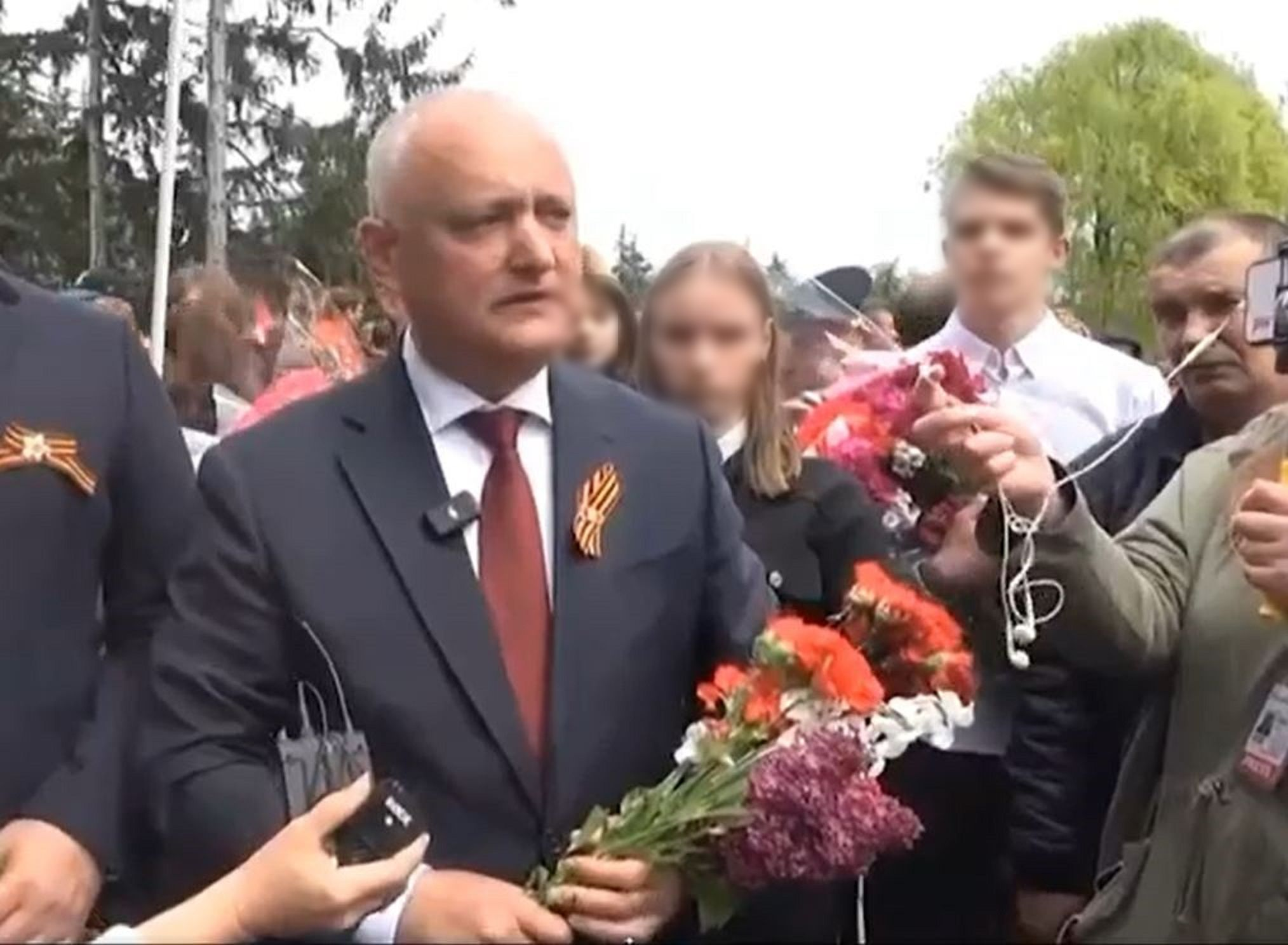
Fostul președinte al Republicii Moldova Igor Dodon (purtând Panglica Sfântului Gheorghe) cu membrii Partidului Șor la un miting pro-rus pe 9 mai 2023

- Pe 1 mai, vicepreședintele partidului Șor, Marina Tauber, a fost arestată pe aeroportul din Chișinău sub acuzația de corupție în timp ce încerca să fugă din țară în Israel.[125][126]
- Pe 9 mai, PAS, partidul de guvernământ, a comemorat victimele celui de-al Doilea Război Mondial la Complexul Memorial Eternitatea din Chișinău, în timp ce Partidul Șor pro-rus și Blocul Comuniștilor și Socialiștilor au sărbătorit, alături de mai mulți diplomați ruși și ambasadorul Rusiei în Moldova, „Victoria sovietică împotriva fascismului”.[127] Manifestanții pro-ruși au mărșăluit cu Panglica Sfântului Gheorghe, Z și imagini cu Iosif Stalin.[128]

- Pe 14 mai, Evghenia Guțul de la Partidul Șor a câștigat alegerile pentru guvernatorul Găgăuziei, învingându-l pe Grigorii Uzun de la PSRM. Campania ei electorală s-a bazat pe populism (una dintre promisiunile ei fiind construirea unui aeroport în Comrat)[129][130][131] și promisiunea unei relații mai strânse cu Rusia.[132][133] Maria Zakharova, purtătoarea de cuvânt a Ministerului rus de Externe, a declarat că victoria lui Guțul arată că găgăuzii se opun încercării Maiei Sandu de românizare și derusificare a Găgăuziei.[134]

- Pe 21 mai, guvernul Republicii Moldova a organizat un miting masiv pro-european la Chișinău la care, potrivit unor surse, au participat peste 75.000 de persoane (conform Deutsche Welle au fost peste 100.000 de participanți).[135][136][137][138] Printre participanți s-au numărat președintele Republicii Moldova Maia Sandu, primarul Chișinăului Ion Ceban,[139] președintele Parlamentului European Roberta Metsola,[140] europarlamentarul român Siegfried Mureșan[141] și Cristian Leon Țurcanu, ambasadorul României în Republica Moldova.[142] Mitinguri pro-europene au fost organizate și de comunitățile diasporei moldovenești din Brescia, Padova, Veneția,[143] Londra, Riga,[144] București, Iași, Bruxelles, Vilnius, Roma, Praga, Milano, Viena, Strasbourg,[145] Paris,[146] Tallinn,[147] Berlin,[148] Dublin,[149] Madrid,[150] și Stockholm.[151] În aceeași zi, Partidul Șor a organizat contraproteste la Comrat, Bălți și Orhei, având ca scop principal un referendum pentru a decide viitorul politicii externe a Republicii Moldova. Partidul Șor a susținut că la contraproteste au participat peste 60.000 de persoane.[152]

- Pe 22 mai 2023, foștii deputați PSRM Alexandr Nesterovschi, Irina Lozovan, Vasile Bolea și Alexandr Suhodolschi s-au alăturat Partidului Renaștere, condus de Serghei Mișin.[153] Bolea a declarat că partidul promovează valorile creștinismului ortodox răsăritean, tradiționalismul, naționalismul moldovenesc și că partidul dorește să devină cea mai mare forță de stânga a Moldovei.[154] De asemenea, partidul dorește ca limba rusă să devină una dintre limbile de stat ale Republicii Moldova.[155] Acum este considerat un partid satelit al Partidului Șor.[156][157]
- Pe 31 mai, Uniunea Europeană a impus sancțiuni împotriva lui Vladimir Plahotniuc, Ilan Șor și Marina Tauber, din cauza asocierii lor cu guvernul rus..[158]

#### Iunie
- Pe 3 iunie, la Chișinău a fost organizat un miting pro-rus de către Partidul Renaștere, Partidul Șor și Blocul Comuniștilor și Socialiștilor. Protestul a fost împotriva deciziei Guvernului Republicii Moldova de a înlocui Ziua Victoriei cu Timpul Comemorarii și Reconcilierii pentru cei care și-au pierdut viața în timpul celui de-al Doilea Război Mondial.[159]
- Pe 19 iunie, Partidul Șor a fost scos în afara legii și interzis ca urmare a deciziei definitive a Curții Constituționale a Republicii Moldova.[160][161][162]

## Reacții
- : Pe 10 martie 2023, ministrul rus al Afacerilor Externe Serghei Lavrov a acuzat Occidentul că are standarde duble, deoarece sprijină protestele antiguvernamentale din Georgia, dar le condamnă pe cele din Republica Moldova..[163]